# Навроцький Сигізмунд Францевич
Навроцький Сигізмунд Францевич — український радянський кінорежисер, сценарист. Нагороджений медалями.

## Життєпис
Народився 4 квітня 1903 р. у Варшаві. Закінчив правове відділення Білоруського університету (1930) та режисерський факультет Московського державного інституту кінематографії (1934). 
Працював прокурором у Мінську.
У 1934—1941 рр. — асистент режисера, режисер ігрового і науково-популярного кіно на кіностудіях «Ленфільм» і «Белгоскіно», де створив фільми: «Вогняні роки» (1937, 2-й режисер, співавт. сценар. з І. Луковським), «Дніпро у вогні» (1937, у співавт. Ч. Сабінським), «Сім'я Януш» (1941) тощо; на Центральній Об'єднаній кіностудії в Алма-Аті (1941—1943).
З 1943 р. — режисер Київської кіностудії ім. О. П. Довженка.
Поставив кінокартини: «Зигмунд Колосовський» (1945, у співавт. з Б. Дмоховським), «„Богатир“ йде в Марто» (1954, у співавт. з Є. Брюнчугіним), «Круті сходи» (1957), «Люди моєї долини» (1960).
Був членом Спілки кінематографістів УРСР.
Помер 14 вересня 1976 р. в Києві.